# Jezdec (hrad)
Jezdec (německy Reitstein, též Reitenštejn) jsou zbytky skalního hrádku na žulovém ostrohu Žulového vrchu nad Černou Nisou nad Kateřinským údolím na severním okraji liberecké čtvrti Ruprechtice. Hrádek je písemně i archeologicky doložen během 14. až 15. století, kdy patrně sloužil pro ostrahu zemské cesty z Liberce do Frýdlantu. Základem hradu byla tři skalní žebra na kterých stávala dřevěná stavba, o jejíž přítomnosti dnes svědčí jen záseky a obdélníková prohlubeň ve skále. Celý ostroh byl na jižní straně od zbytku hřebene oddělen valem a asi dva metry širokým příkopem. Z této strany je také jediný přístup na hrad, vede sem žlutě značená turistická cesta, místo dnes slouží jako vyhlídka.
Lokalita byla několikrát archeologicky zkoumána. Roku 1926 například vykopali pracovníci Státního archeologického ústavu několik keramických střepů z 13.–15. století. V roce 1935 zde provedla jablonecká Společnost pro výzkum starých dějin sondáž valu, jehož zásyp obsahoval zbytky keramiky z 11.–13. století. Samotné těleso valu bylo rozpadlé a jeho podpůrná konstrukce shnilá. Amatérský archeolog Emil Gebauer se pokusil o jeho rekonstrukci. Na samotném hradním pahorku bylo ve vrchní vrstvě promísené popelem a uhlíky z požářiště dřevěného hradu nalezeno několik zlomků keramických nádob a železné předměty: fragmenty podkov, zlomek srpu, hrot střely do samostřílu, dveřní a okenní kování a hřebíky.

## Pověsti
- Na hrádku údajně sídlil loupeživý rytíř zajatý po husitských válkách Biberštejny.
- Jméno hrádku souvisí se skokem do hlubin, kterým kůň zachránil vůdce lupičů, při němž nechal ve skále otisk svého kopyta.
- Z hradu měla vést tajná chodba až do libereckého domu č.p. 1.

## Fotogalerie

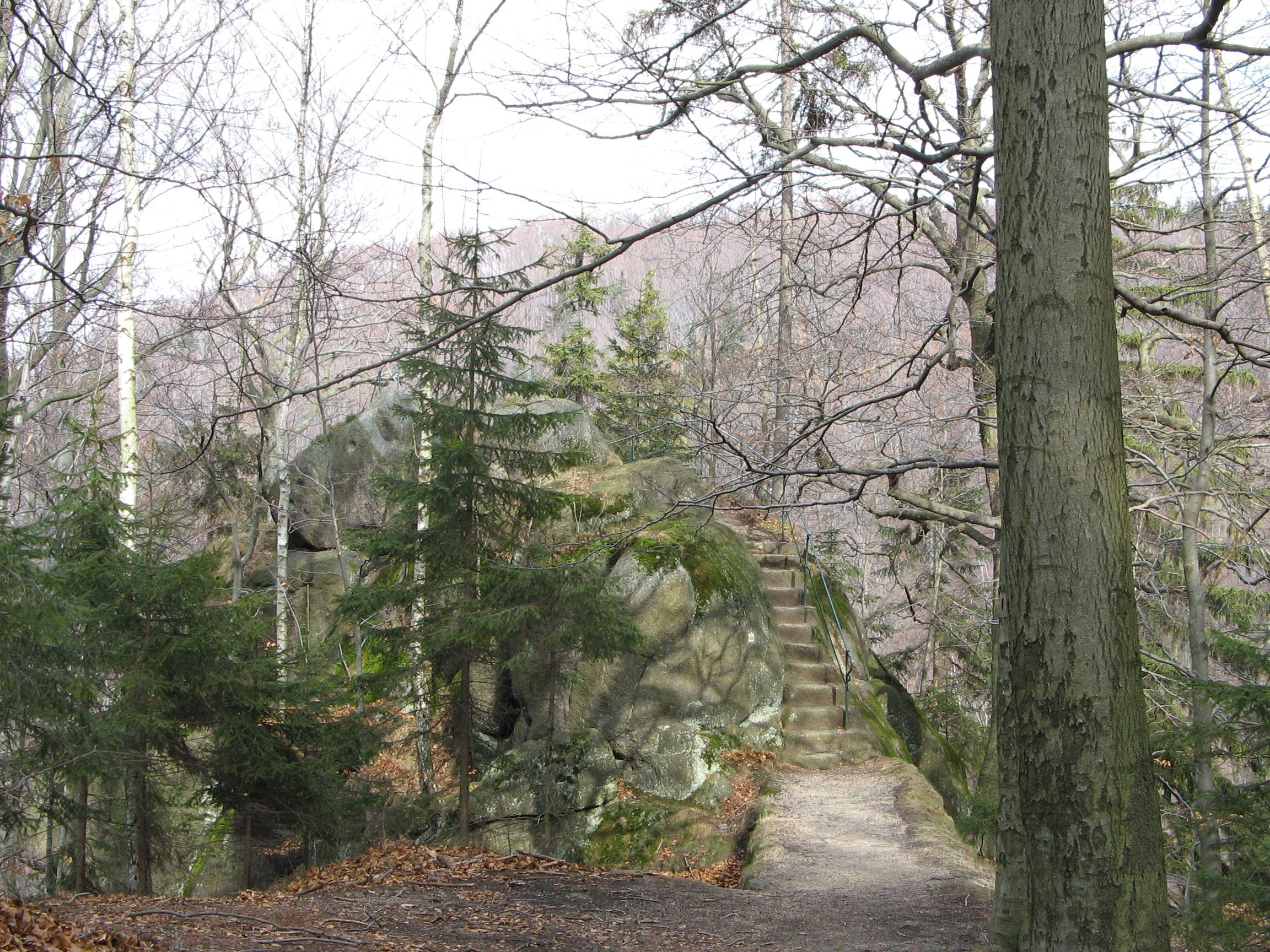
hradní skalisko
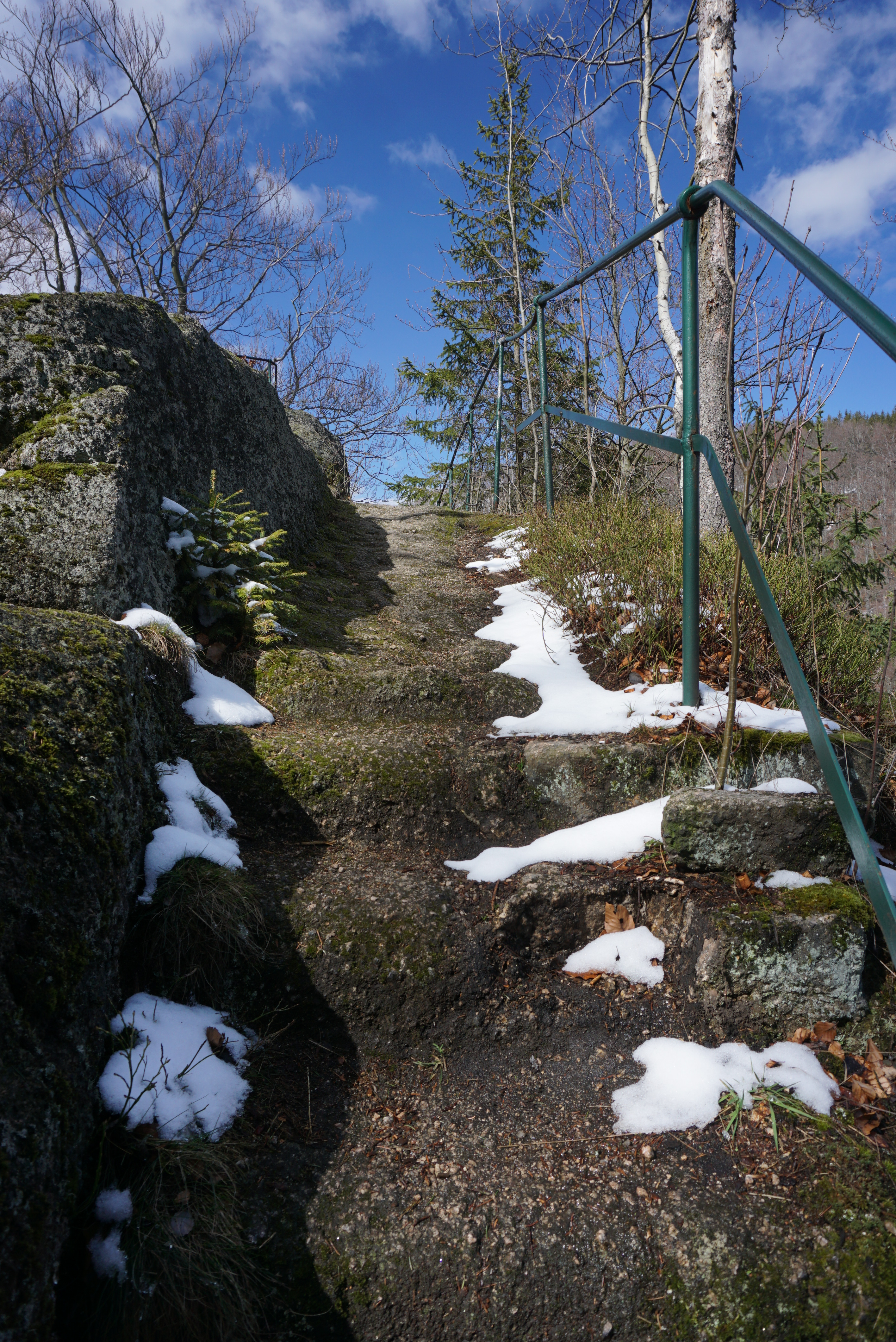
schody
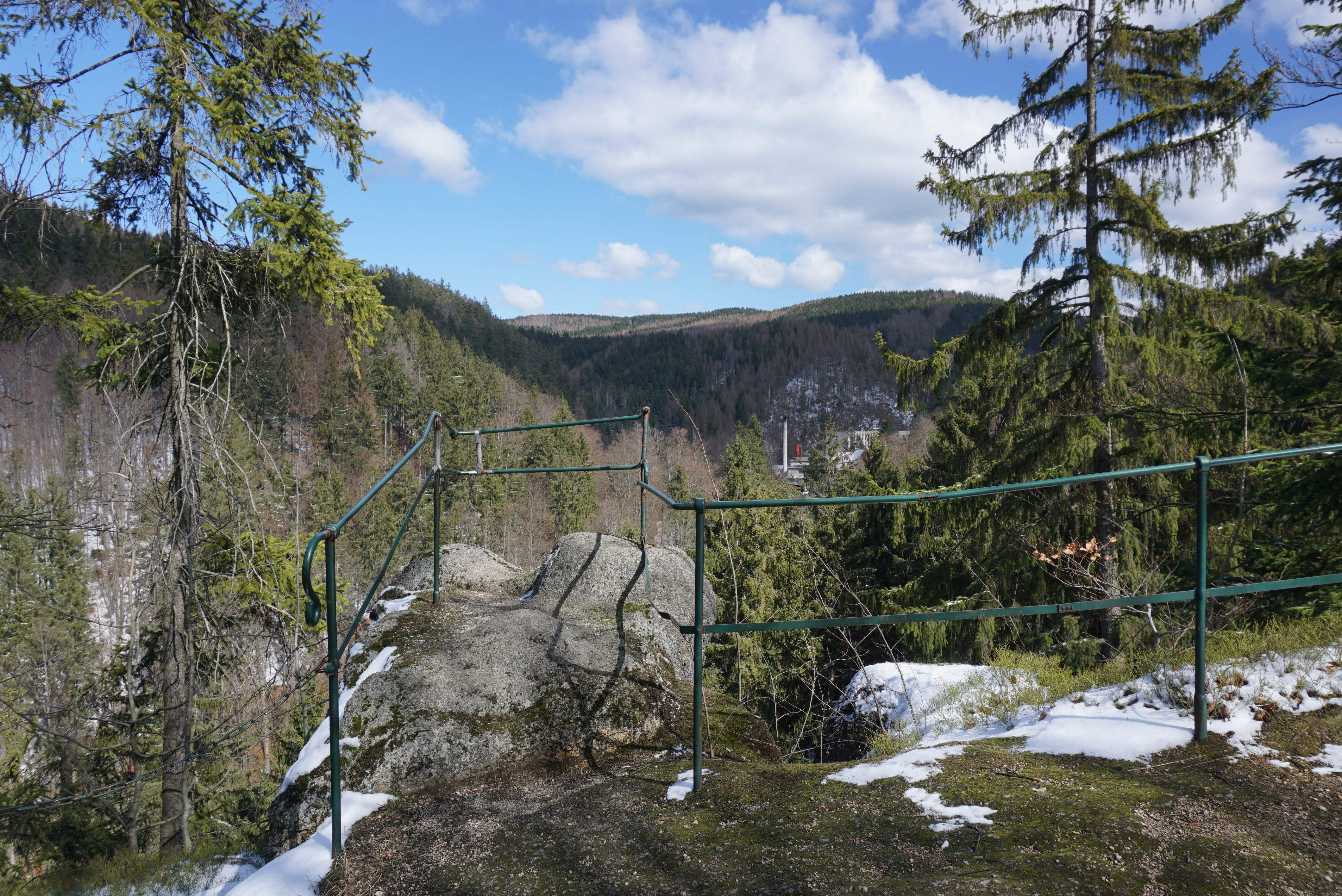
výhled do údolí Černé Nisy
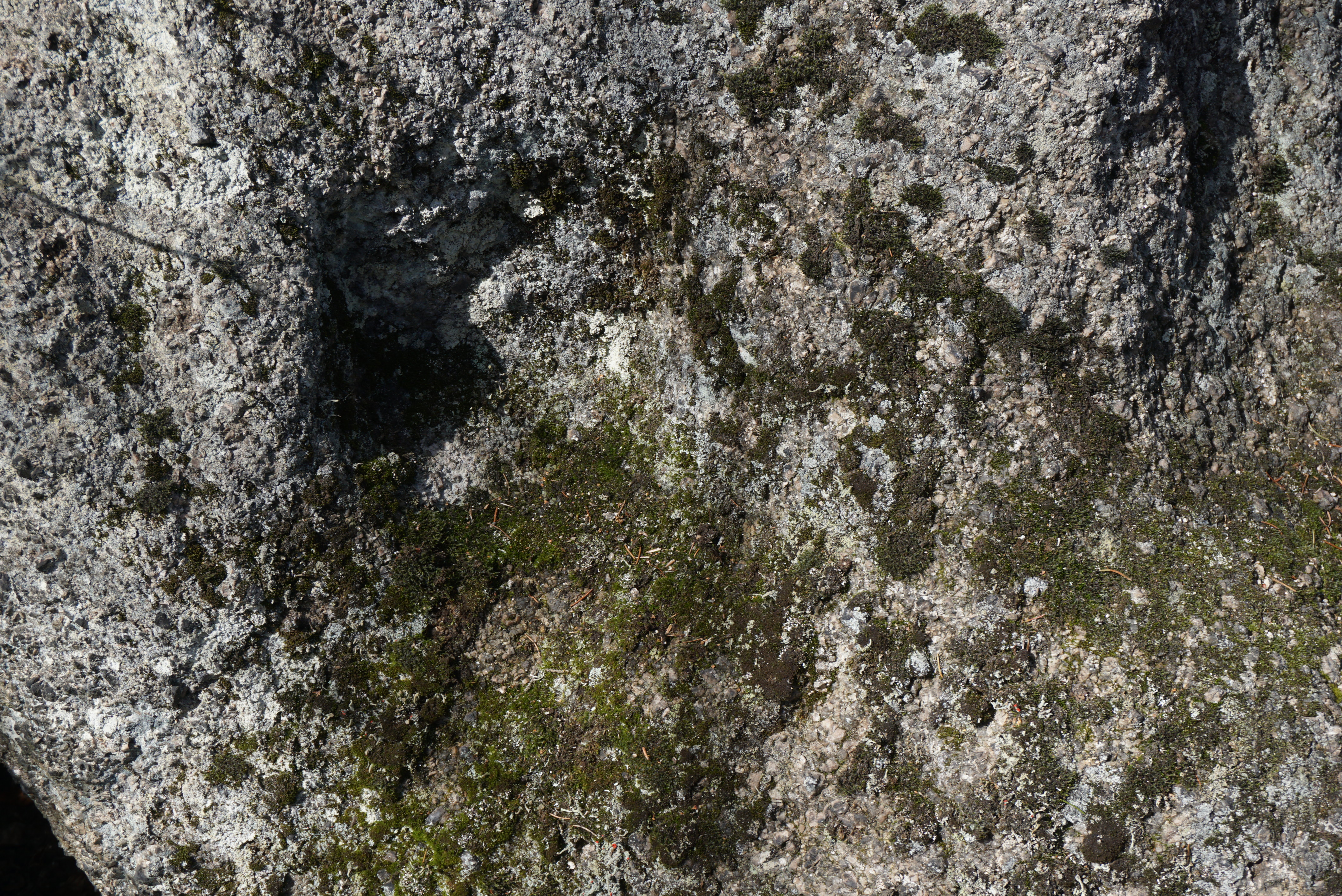
stopy opracování skály
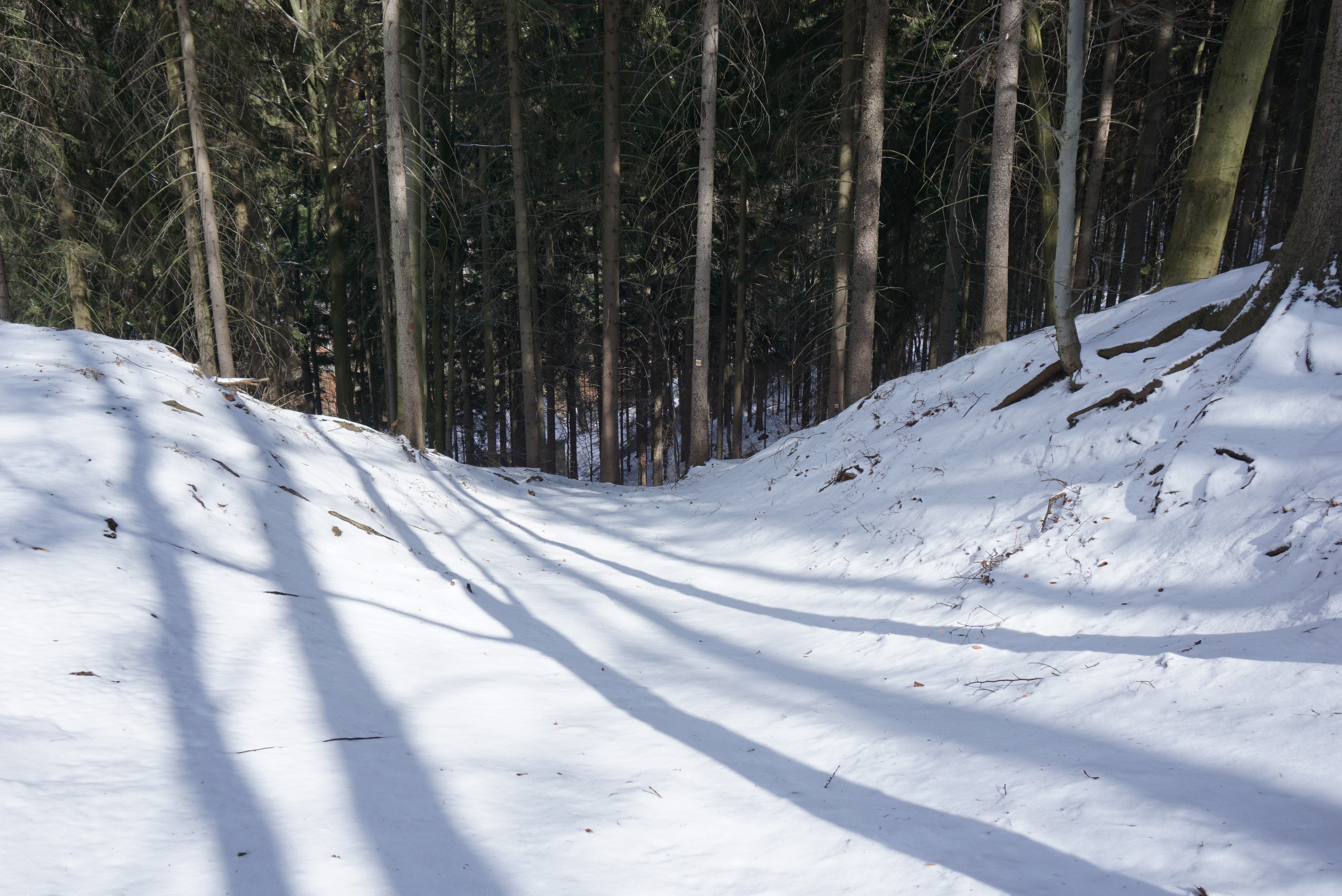
příkop